# A Comore-szigetek zászlaja
A Comore-szigetek zászlaja négy vízszintes sávból áll, amelyek sárga, fehér, vörös és kék színűek. A zászló rúdrészén zöld háromszögben fehér színű félhold és annak szarvai között négy fehér csillag helyezkedik el.
A zászló 2002. január 7-étől az állam jelképe.
Oldalainak aránya 3:5.
A vízszintes sávok az egyes szigeteket jelképezik: sárga - Mwali, fehér - Mayotte, vörös - Anjouan, kék - Grand Comore. A zöld háromszög és a félhold az iszlámot, a négy csillag pedig a négy szigetet jelenti.

## Galéria

### A Comore-szigetek történelmi zászlói

A függetlenség elnyerése előtti (1963-1975)
1975-1978
1978-1992
1992-1996
1996-2001

### A Comore-szigetek régióinak a zászlói

Grande Comore
Anjouan
Mohéli
Mayotte